# Texanischer Unabhängigkeitskrieg
Gonzales – Goliad – Lipantitlán – Concepción – Grass Fight – Béxar – San Patricio – Agua Dulce – Alamo – Sisal – Refugio – Coleto – Massaker von Goliad – Matamoros – San Jacinto – Brazos River – Galveston
Der Texanische Unabhängigkeitskrieg (auch Texanische Revolution) dauerte vom 2. Oktober 1835 bis zum 21. April 1836, war ein Konflikt zwischen Mexiko und dem Teil Texas (Tejas) des mexikanischen Bundesstaates Coahuila y Tejas und endete mit der Unabhängigkeit von Texas und dem Vertrag von Velasco.
Die Feindschaft zwischen der mexikanischen Regierung und den US-amerikanischen Siedlern in Texas, die Texaner genannt wurden, begann mit den Sieben Gesetzen (Siete Leyes) von 1835, als der mexikanische Präsident Antonio López de Santa Anna Pérez de Lebrón die Verfassung von 1824 abschaffte und durch die neue antiföderalistische Verfassung von 1835 ersetzte. Bald gab es überall in Mexiko Unruhen. Der Krieg in Texas begann am 2. Oktober 1835 mit der Schlacht von Gonzales. Den frühen texanischen Erfolgen in La Bahía und San Antonio folgten wenige Monate später schwere Niederlagen an denselben Orten. Bald danach wurde ein texanisches Fort überrannt und fast alle Verteidiger verloren ihr Leben in der Schlacht von Alamo.
Der Krieg endete mit der 18-minütigen Schlacht von San Jacinto (etwa 30 km östlich der heutigen Altstadt von Houston), bei der US-General Sam Houston die Armee der Texaner zum Sieg führte. Antonio López de Santa Anna, der General der mexikanischen Armee, wurde kurz nach der Schlacht gefangen genommen. Der Krieg endete mit der Gründung der Republik Texas, sie wurde von der mexikanischen Regierung nie anerkannt. Texas wurde folglich 1845 ein Bundesstaat der USA. Erst am Ende des Mexikanisch-Amerikanischen Krieges, der von 1846 bis 1848 dauerte, wurde mit dem Vertrag von Guadalupe Hidalgo die „texanische Frage“ gelöst.

## Hintergrund

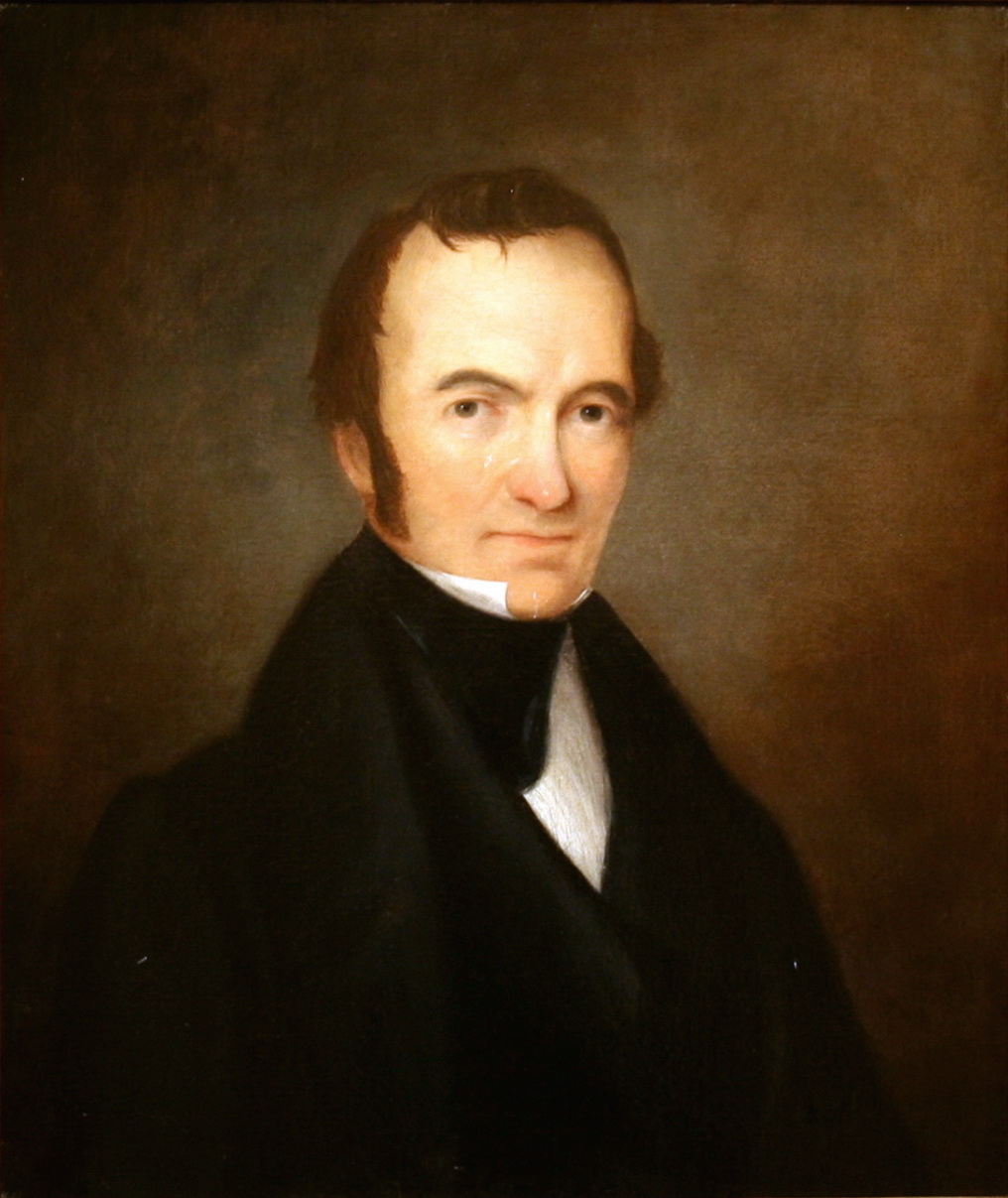
Stephen F. Austin, der „Vater von Texas“.

Die Panik von 1819 trieb die Vereinigten Staaten in eine größere Depression. Ein amerikanischer Geschäftsmann spanischer Abstammung, Moses Austin, verlor während dieser Zeit seinen Produktionsbetrieb. Nach einem Aufenthalt in Texas entwickelte er einen Plan, um amerikanische Siedler in diese Region zu bringen, was Spanien helfen sollte, dieses Gebiet zu entwickeln und ihm selbst zu einer erfolgreichen Karriere verhelfen sollte. 1820 bemühte er sich um eine spanische Konzession für die Ansiedlung von 300 Familien in Texas. Sein Sohn, Stephen F. Austin, half ihm, dieses Unternehmen in den Vereinigten Staaten finanziell abzusichern. Ende des Jahres erhielt Moses Austin die Konzession von Spanien, starb aber im Juni 1821. Stephen F. Austin erbte die Konzession und traf mit Gouverneur Martinez ein Übereinkommen, wonach ein Siedler 259 ha für sich, 129 ha für seine Frau, 65 ha für jedes Kind und 32 ha für jeden Sklaven erhielt. Aufgrund der wirtschaftlichen Probleme in den Vereinigten Staaten hatte Austin in New Orleans keine Probleme, die 300 Familien zu finden.

## Mexikanische Unabhängigkeit und die Besiedlung von Texas
Austins Besiedlungspläne wurden während eines politischen Aufruhrs in Mexiko ausgearbeitet. Die Unabhängigkeitserklärung von Spanien 1810 durch den Priester Miguel Hidalgo y Costilla war Ursache für einen elfjährigen Krieg. Das Kriegsglück schien auf spanischer Seite zu liegen, bis 1821 spanische Generäle, besonders Agustín de Iturbide und Santa Anna, die Fronten zugunsten der mexikanischen Rebellion wechselten. Dies führte zu einem mexikanischen Sieg, und der Mexikanische Unabhängigkeitskrieg endete 1821.
Im Dezember 1821 erreichten Austins Siedler das vorgesehene Siedlungsgebiet um San Felipe. Zu Austins Enttäuschung weigerte sich die Regierung des nun unabhängigen Mexiko, die ursprünglich spanische Konzession anzuerkennen. Austin reiste drei Jahre lang mehrfach nach Mexiko-Stadt, bis die Konzession durch die neue Regierung anerkannt wurde. Während dieser Zeit lernte Austin Spanisch und wurde ein enger Freund des mexikanischen Revolutionärs José Antonio Navarro. In den kommenden Jahren arbeiteten sie zusammen, um mehr Siedler nach Texas zu bringen.
Gemäß den Auflagen der Konzession musste jeder neue Siedler zum römischen Katholizismus konvertieren, hohen moralischen Anforderungen genügen, mexikanischer Bürger werden und seinen Namen zu einem spanischen Äquivalent ändern. Jeder Siedler bekam über 16 km² Land. Die englischsprachigen Siedler wurden Texaner genannt, Spanisch sprechende Einwohner und Neusiedler nannte man Tejanos. Die Kolonie blühte und zählte nach drei Jahren 18.000 Einwohner. Navarro selbst besaß 1830 mehr als 100 km² Land.

### Entstehung von Texas
1822 wurde Agustín de Iturbide zum Kaiser des neu gegründeten Mexikanischen Kaiserreichs gekrönt und erkannte 1823 Austins Vereinbarung an. Unter seinem Plan von Iguala wurde die Sklaverei zum ersten Mal offiziell abgeschafft, aber dennoch im ganzen Land weitergeführt. Iturbides Regierung wurde bald instabil, und im gleichen Jahr führten Guadalupe Victoria und Antonio López de Santa Anna den Plan von Casa Mata aus. Dieser verlangte die Abschaffung des Kaisertums und die Bildung einer Republik. Iturbide dankte ab, ging ins erzwungene Exil, kehrte jedoch zurück und wurde im Jahr darauf exekutiert. Austin musste mit der neuen Regierung über seine Konzession verhandeln und war dabei erfolgreich. Den Erfolg erkaufte er sich mit dem Zugeständnis, dass die Siedler ihre Waren zuerst in Mexiko anbieten müssten, bevor sie sie auf anderen Märkten anböten.
Mexiko wurde eine Republik unter der Verfassung von 1824 und Texas wurde mit Coahuila zum Bundesstaat Coahuila y Tejas geformt. Die Grenzen des texanischen Teils dieses Bundesstaates wichen beträchtlich von den heutigen ab. Die südliche Grenze wurde durch den Nueces River gebildet (dort liegt heute Corpus Christi). Südlich davon lag der Bundesstaat Tamaulipas. Die westliche Grenze von Texas endete etwa 320 km westlich von San Antonio, wo der Bundesstaat Chihuahua begann. Ein 300 km breiter Landstreifen lag zwischen Tamaulipas und Chihuahua, 160 km südwestlich über den Rio Grande, um Texas und Coahuila zu verbinden.
Mexiko schaffte unter der Verfassung von 1824 die Sklaverei zum dritten Mal ab, obwohl sie weiterhin in der ganzen Nation faktisch bestehen blieb. Austin erhielt drei weitere Konzessionen von der Regierung der neu gebildeten mexikanischen Republik, um 900 weitere Familien in den Jahren 1825, 1827 und 1828 unter dem neuen mexikanischen Empresario-System anzusiedeln. Als Empresario (spanisch: Agent, Unternehmer) hatte Austin die Pflicht, sowohl qualifizierte Familien herzubringen als auch deren Angelegenheiten zu regeln. Es gab viele weitere Empresarios wie Lorenzo de Zavala, Haden Edwards und Ben Milam. Währenddessen kamen jedoch neben den akzeptierten Kolonisten auch andere Amerikaner ins Land.

## Der Weg in die Revolution

### Fredonianische Rebellion
1826 stritt der Empresario Haden Edwards mit mehreren Führern und Siedlern wegen Land- und politischen Angelegenheiten, einschließlich Versuchen zur Enteignung von Landbesitzern mit über hundertjährigen Landrechten. Dies endete damit, dass Edwards sein Amt aberkannt wurde und er hohe finanzielle Verluste erlitt. Er organisierte einen kleinen Aufstand in Nacogdoches und erklärte das Gebiet zur unabhängigen Republik Fredonia. Oberstleutnant Mateo Ahumada wurde nach Texas gesandt. Austin rief die texanische Miliz zusammen und schloss sich Ahumadas Streitmacht an. Zusammen marschierten sie nach Nacogdoches. Edwards und seine Anhänger flohen sofort aus Texas, ohne einen Schuss abgefeuert zu haben.

### Mexikos Aufmerksamkeit wächst
1827 bot US-Präsident John Quincy Adams Mexiko eine Million US-Dollar für den Kauf von Texas an, was zurückgewiesen wurde. Zwei Jahre später, 1829, versuchte es Präsident Andrew Jackson nochmals mit einem Angebot von fünf Millionen US-Dollar, das Mexiko abermals zurückwies. Im selben Jahr versuchte Spanien eine Rückeroberung seiner ehemaligen Kolonie. Santa Anna besiegte schnell die spanische Invasionsarmee bei Tampico und wurde als Nationalheld gefeiert. 1830 wurde Mexiko durch die Zahl der Einwanderer alarmiert. Nach der kürzlich erfolgten Fredonianischen Rebellion und dem offensichtlichen Hunger der Vereinigten Staaten nach Texas kamen Bedenken, wer in den Staat einwanderte. Mexiko verabschiedete das Gesetz vom 6. April. Dieses annullierte geplante oder nicht abgeschlossene Besiedlungen, die in verschiedenen Konzessionen an verschiedene Empresarios vergeben worden waren. Das Dekret erlaubte, Steuern zu erheben, sah eine größere Militärpräsenz in Texas und die Beendigung der Einwanderung nach Texas vor. Austin erreichte nach drei Jahren die Rücknahme des Gesetzes, aber inzwischen waren militärische Maßnahmen zu dessen Erzwingung ergriffen worden, die zu einem Aufstand in Anahuac führten. Dies war der erste der Anahuac-Zwischenfälle.

### Texanische Desillusionierung
Die Texaner empfanden zunehmende Enttäuschung über die mexikanische Regierung. Viele der in Texas stationierten mexikanischen Soldaten waren verurteilte Kriminelle, die die Wahl zwischen Gefängnis oder Dienst in der Armee gehabt hatten. Viele Texaner waren auch unglücklich mit der Lage der Hauptstadt des Staates, die periodisch zwischen Saltillo und Monclova wechselte, beide lagen im südlichen Coahuila, 800 km weit weg; sie wollten, dass Texas ein von Coahuila getrennter mexikanischer Bundesstaat wurde und seine eigene Hauptstadt bekam. Sie glaubten, dass eine nähergelegene Hauptstadt der Korruption entgegenwirken und viele Regierungsangelegenheiten erleichtern würde.
Einige Bürger vermissten Rechte, die sie in den Vereinigten Staaten hatten. Zum Beispiel schützte Mexiko die Religionsfreiheit nicht, stattdessen verlangte es, dass die Kolonisten zur römisch-katholischen Kirche übertraten. Auch waren viele unzufrieden mit der Vereinbarung, die Stephen Austin mit der mexikanischen Regierung einging, die verlangte, dass die Produkte der Siedler zuerst in Mexiko, dann erst auf anderen Märkten angeboten werden mussten. In Europa herrschte eine hohe Nachfrage nach Baumwolle, und viele wollten wegen der hohen Profite Baumwolle anbauen. Aber Mexiko verlangte, dass die Siedler Mais, Getreide und Rindfleisch produzierten und schrieben jedem Siedler vor, was er anzubauen hatte. Anders als in den Südstaaten der USA, wo Sklaverei legal war, war der Status der Sklaven in Mexiko unklar. Obwohl Mexiko die Sklaverei abgeschafft hatte, war die Regierung gegenüber der Sklavenhaltung sehr tolerant, nicht aber gegenüber dem Sklavenhandel. Obwohl all dies viel Reibung verursachte, war es doch nicht genug, um die Siedler zu einer Revolte zu veranlassen.

### Santa Anna

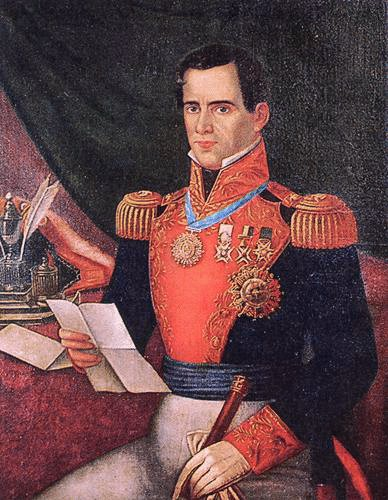
Antonio López de Santa Anna

Zwischen 1829 und 1832 wurde eine Reihe mexikanischer Präsidenten umgebracht. In jedem Fall hatte Santa Anna seine Hand im Spiel. Die mexikanische Republik war in zwei Lager gespalten: die Konservativen, die für eine zentralistische Monarchie eintraten, und die Liberalen, die für eine rechtsstaatliche Bundesregierung waren. Bei den Präsidentschaftswahlen von 1833 trat Santa Anna als Liberaler an und gewann. Gleich danach zog er sich auf seine Hacienda zurück und ließ Vizepräsident Valentín Gómez Farías das Land regieren. Die Regierung begann drastische liberale Reformen, welche die Konservativen ärgerten. Von seiner Hazienda zurückgekehrt, gab Santa Anna die Regierungspolitik auf und zwang Gomez Farías und viele seiner Gefolgsleute, aus Mexiko in die Vereinigten Staaten zu fliehen. Santa Anna erklärte, dass Mexiko für die Demokratie nicht reif sei, wurde öffentlich ein konservativer, katholischer Zentralist und bezeichnete sich selbst als Diktator.
Obwohl durch Santa Annas Umkehr befremdet, unterstützten Austin und die Siedler Santa Anna und wollten jetzt daraus Kapital schlagen. Austin reiste daher nach Mexiko-Stadt mit einer Petition, die eine Abtrennung von Coahuila, ein besseres Rechtssystem und den Rückzug des Gesetzes vom 6. April verlangte, das den ersten Anuhuac-Zwischenfall und die Velasco-Zwischenfälle (1832) verursacht hatte. Allen Wünschen wurde entsprochen, außer dem nach einem eigenen Bundesstaat Texas. Verärgert, dass er die Trennung von Texas und Coahuila nicht erreicht hatte, schrieb er einen bösen Brief an einen Freund, welcher die Rebellion zu unterstützen schien. Mexikanische Beamte fingen den Brief ab, und Austin verbrachte wegen Aufwiegelung 18 Monate im Gefängnis.
Die Zahl der Einwanderer nach Texas stieg drastisch an. Santa Anna glaubte, dass die Zuwanderung nach Texas Teil eines Plans der amerikanischen Regierung zur Übernahme der Region sei. Wegen Problemen mit der mexikanischen Regierung löste Santa Anna 1834 Legislaturen von Bundesstaaten auf, entwaffnete deren Milizen und schaffte die Verfassung von 1824 ab. Er warf einige Baumwollplantagenbesitzer ins Gefängnis, die sich weigerten, die verlangten Mengen landwirtschaftlicher Produkte anzubauen. Diese Aktionen führten zu Empörung in ganz Mexiko. Das Land teilte sich in Zentralisten, welche die Diktatur Santa Annas unterstützten, und Föderalisten, die die Verfassung von 1824 wiederherstellen wollten. Santa Anna befahl, dass alle nichtkonzessionierten Siedler Texas verlassen sollten.

## Beginn der Revolution
Viele Bundesstaaten Mexikos, besonders Yucatán, Zacatecas und Coahuila, revoltierten wegen der Aktionen Santa Annas. Zwei Jahre lang unterdrückte Santa Anna die Revolten. Die Revolte im mexikanischen Bundesstaat Zacatecas wurde im Mai 1835 brutal niedergeschlagen. Zur Belohnung erlaubte Santa Anna seinen Soldaten, zwei Tage lang in der Hauptstadt Zacatecas zu plündern und zu vergewaltigen. Tausende von Zivilisten wurden umgebracht. Santa Anna plünderte auch die reichen Silberminen bei Fresnillo und teilte als weitere Bestrafung von Zacatecas ein unabhängiges landwirtschaftliches Territorium, Aguascalientes, ab. Dann befahl er General Martin Perfecto de Cos, in Texas einzumarschieren und den Unruhen dort ein Ende zu setzen.

### Revolution in Texas
Die Zwischenfälle zwischen Ortsansässigen und den mexikanischen Fortbesatzungen bei Anahuac und Velasco verursachten 1835 kleine Konfrontationen zwischen der texanischen Miliz und mexikanischen Truppen. Ende Juni vertrieb ein Zweiter Anahuac-Zwischenfall die mexikanischen Truppen. Der verärgerte Santa Anna sandte mehr Truppen nach Texas und begann Vorbereitungen zur Unterwerfung von Texas. Die Texaner insgesamt standen bis zum August relativ loyal zur Verfassung von Mexiko, trotz ihrer Abscheu vor den Geschehnissen in Austin, den schrecklichen Ereignissen in Zacatecas, dem Ruf nach der Entwaffnung der Milizen, dem Befehl zur Ausweisung aller illegalen Einwanderer und besonders der Auflösung der Verfassung von 1824. Im August führte die stetig wachsende Zahl mexikanischer Truppen und das unerbittliche Verlangen, radikale texanische Führer vor ein Militärgericht zu stellen, zur Schwächung der Friedenswilligen und der Anlehnung an Mexiko und vermehrter Unterstützung der Kriegsbereiten, die für ein unabhängiges Texas eintraten.
Am 20. September landete der mexikanische General Martín Perfecto de Cos bei Copano mit einem Stoßtrupp von 300 Soldaten mit dem Ziel Goliad, San Antonio und San Felipe de Austin. Austin wurde im Juli freigelassen und traf im August in Texas ein. Er sah keine Alternative zur Revolution.

### Texanische Siege
In Übereinstimmung mit Santa Annas landesweitem Verlangen zur Entwaffnung der Milizen forderte Oberst Domingo Ugartechea, der in San Antonio stationiert war, von den Texanern die Rückgabe einer in Gonzales stationierten Kanone. Die Texaner weigerten sich. Ugartechea sandte Leutnant Francisco Castañeda und 100 Dragoner, um sie zurückzuholen. Als er den Hochwasser führenden Guadalupe River bei Gonzales erreichte, waren dort nur 18 Texaner, um ihm Widerstand zu leisten. Da er den Fluss nicht überqueren konnte, wartete Castañeda und die Texaner vergruben die Kanone und riefen nach Freiwilligen. Zwei Angehörige der Miliz folgten dem Ruf. Oberst John Henry Moore wurde zum Anführer der 18 Rebellen und 2 Milizen gewählt, grub die Kanone wieder aus und zwei Karrenräder. Ein Coushatta-Indianer betrat Castañedas Camp und informierte ihn, dass die Texaner 140 Mann hätten.
Am 2. Oktober 1835 um drei Uhr morgens schlichen sich die Texaner an Castañedas Dragoner an und beschossen das Camp. Es gab keine Toten und nur einen verletzten Texaner, der vom Pferd gefallen war. Am nächsten Morgen wurde verhandelt und die Texaner forderten Castañeda auf, ihrer Revolte beizutreten. Trotz Sympathien für die texanische Angelegenheit, war er über das Angebot schockiert und brach die Verhandlungen ab. Er entschied sich, nicht anzugreifen und führte seine Dragoner nach San Antonio zurück. So begann der Krieg. Wie bei Gonzales endeten die meisten frühen Gefechte zugunsten der Texaner, da die mexikanischen Garnisonen nicht auf einen Krieg vorbereitet waren.
Als Nächstes belagerten die Texaner Bexar. Als General Austin seiner Freiwilligenarmee die langweilige Aufgabe stellte zu warten, bis die mexikanische Armee verhungerte, liefen viele der Freiwilligen einfach davon. Im November 1835 schrumpfte die texanische Armee von 800 auf 600 Mann, und die Offiziere begannen, über die Strategie zu streiten und fragten sich, warum sie gegen Mexikaner kämpften. Mehrere Offiziere gaben auf, Jim Bowie eingeschlossen. Die am 12. Oktober 1835 begonnene Belagerung von Bexar zeigte, welch schlechte Führungsqualitäten die texanische „Armee“ hatte. Austin war zum Befehlshaber aller texanischen Truppen ernannt worden, aber seine Talente lagen nicht auf militärischem Gebiet. Die Belagerung endete am 11. Dezember mit der Gefangennahme von General Cos und seiner verhungernden Armee, trotz der Führung durch Austin. Die mexikanischen Gefangenen wurden nach Mexiko zurückgeschickt, nachdem sie versprochen hatten, nicht mehr zu kämpfen.
Zu den frühen Erfolgen der Texaner trugen wesentlich ihre guten Jagdgewehre bei, die eine größere Reichweite und Genauigkeit hatten als die Musketen der mexikanischen Infanterie.
Die restliche texanische Armee, schlecht geführt und ohne gemeinsame Motivation, rückte nach Matamoros vor und hoffte, die Stadt einzunehmen. Die Matamoros-Expedition ebenso wie die Tampico-Expedition unter José Antonio Mexía waren Versuche, den Krieg nach Mexiko zu tragen. Diese unabhängigen Missionen schlugen fehl, beraubten Texas seiner Vorräte und Männer und brachten nur Unglück für die kommenden Monate.

### Provisorische Regierung
Die Beratungen in Gonzales führten nach heftigen Debatten zur Bildung einer provisorischen Regierung. Keine Separation von Mexiko, sondern nur Widerstand gegen die Zentralisten wurde beschlossen. Henry Smith wurde zum Gouverneur gewählt und Sam Houston wurde zum Kommandanten der regulären Armee von Texas ernannt, die es bis dahin noch gar nicht gab. Austins Armee bestand aus Freiwilligen, daher musste Houston erst eine reguläre Armee bilden. Da mehr Land als Geld zur Verfügung stand, sollten Reguläre im Gegensatz zu Freiwilligen Land erhalten. Am 24. November 1835 trat Austin als General zurück. Wahlen wurden abgehalten und Oberst Edward Burleson wurde Austins Nachfolger.

## Santa Annas Offensive

### Vorstoß nach Norden
Nach den Erfolgen der Rebellen bei Bexar und in der Schlacht von Goliad entschied sich Santa Anna zu einer Gegenoffensive. General Cos informierte Santa Anna über die Lage in Texas und der General marschierte mit einer Armee von 6000 Mann nach Norden. Die Armee sammelte sich in San Luis Potosí und marschierte bald in einem der schlimmsten Winter durch die Wüsten von Mexiko. Die Verluste waren hoch – Hunderte Soldaten überlebten den harten Marsch nicht. Trotzdem erreichte Santa Anna Texas Monate früher als erwartet. Mit der Einnahme von Bexar, dem politischen und militärischen Zentrum von Texas, hatte Santa Anna sein erstes Ziel erreicht.

### Alamo
Das nächste Ziel war Alamo, eine alte Mission und Festung bei San Antonio, in der sich 183 bis 189 Mann unter dem Kommando von William Barret Travis und Jim Bowie verbarrikadiert hatten. Verstärkt durch Kranke und Verwundete, die aus der Belagerung von Bexar geflohen waren, lagen in Alamo insgesamt rund 250 Mann. Die Schlacht von Alamo endete nach dreizehntägiger Belagerung am 6. März, nachdem alle Kämpfer gefallen waren. Santa Annas Verluste betrugen schätzungsweise 600–1000 Mann. Militärisch war Alamo gegen die mexikanische Übermacht zu keiner Zeit zu halten gewesen. So gesehen war die Verteidigung der Mission von keinem Nutzen für die texanischen Rebellen, doch wurden die Verteidiger bald als Helden gefeiert und entfachten durch ihr Beispiel den texanischen Widerstandswillen aufs Neue. Das wichtigste Resultat während der Zeit der Belagerung war die texanische Unabhängigkeitserklärung am 2. März.
Nun teilte Santa Anna seine Armee. Sein Ziel war in einer Entscheidungsschlacht den Sieg über die nun von General Sam Houston angeführte texanische Armee zu erzwingen.

### Goliad und Urreas Siege
General José Urrea marschierte von Matamoros die Küste entlang nach Texas, um fremde Hilfe über See zu verhindern und der mexikanischen Marine zu ermöglichen, dringend benötigten Nachschub anzulanden. Urreas Armee schlug am 2. März 1836 die Schlacht von Agua Dulce, die zum Goliad-Feldzug führte. General Urrea wurde in keinem Gefecht in Texas geschlagen.
In Goliad schloss Urrea nach schweren eigenen Verlusten Oberst James Fannins Streitkräfte – ungefähr 350 Mann – ein. Anderntags, am 20. März, kapitulierte Fannin. Etwa 342 Mann der gefangenen Texaner wurden eine Woche später, am Palmsonntag, dem 27. März 1836, auf direkten Befehl von Santa Anna exekutiert, allgemein bekannt als Massaker von Goliad.

## Das Zusammentreffen der zwei Armeen

### Rückzug der Texaner
Houston war klar, dass seine kleine Armee nicht vorbereitet war, Santa Anna auf offenem Gelände zu schlagen. Die erfahrene und gefürchtete mexikanische Kavallerie war für die Texaner schwer zu besiegen. Er zog sich daher in Richtung der amerikanischen Grenze zurück, begleitet von fliehenden Siedlern. Um der mexikanischen Armee dringend benötigte Lebensmittel zu entziehen, verfolgte er eine Politik der verbrannten Erde. Bald machte der Regen die Straßen unpassierbar und beide Armeen erlitten durch das kalte Wetter Verluste.
Santa Annas Armee folgte Houston immer auf den Fersen. Die Stadt Gonzales konnte von den Rebellen nicht verteidigt werden und wurde daher angezündet, ebenso Austins Kolonie San Felipe. Verzweiflung griff bei Houstons Männern um sich. Nur die angeschwollenen Flüsse hielten Santa Annas Vormarsch auf, was Houston eine Ruhepause gab.

### Santa Anna geschlagen
- siehe auch Hauptartikel: Schlacht von San Jacinto

Santa Anna entschloss sich, einen Teil seiner Armee nach Galveston zu schicken, wohin Führer der provisorischen Regierung geflohen waren. Santa Anna hoffte die Rebellenführer gefangen zu nehmen und den kostspieligen und langandauernden Krieg zu beenden. Santa Anna wollte als Diktator von Mexiko so schnell wie möglich nach Mexiko-Stadt zurück. Houston war über Santa Annas unerwarteten Zug informiert. Santa Anna marschierte mit über 700 Mann östlich nach Harrisburg. Ohne Houstons Zustimmung, müde vom Davonlaufen, suchte die texanische Armee von 900 Mann den Kampf. Houston konnte nur folgen. Am 20. April trafen die beiden Armeen beim San Jacinto River aufeinander. Hügeliges Gelände mit hohem Gras, das die Texaner als Deckung nutzten, trennte sie. Santa Anna, begeistert, die Rebellenarmee endlich vor sich zu haben, wartete auf Verstärkung durch General Cos. Zur Enttäuschung der Rebellen traf Cos mit 540 Mann früher ein als erwartet. Verärgert, dass der unentschlossene Houston die günstige Gelegenheit verpasste, verlangte die Rebellenarmee den Angriff. Am Nachmittag des 21. April überraschten die vorstürmenden Texaner die mexikanische Armee. Santa Anna war überzeugt, dass die Rebellen seine 1200 Mann zählende Übermacht nicht angreifen würden, und ließ seine durch die Gewaltmärsche erschöpfte Armee ausruhen. Seine Streitmacht wurde durch die Texaner in 18 Minuten überwältigt. Santa Annas Leute waren tot oder gefangen genommen worden. Die Texaner hatten nur 9 Mann Verluste. Diese entscheidende Schlacht führte zu Texas’ Unabhängigkeit von Mexiko.
Santa Anna war gefangen genommen worden und stimmte zu, den Feldzug zu beenden. General Vicente Filisola führte seine müde und hungrige Armee nach Mexiko zurück, trotz Protesten von Urrea. Nur Santa Anna war besiegt worden, nicht die gesamte Armee. Urrea meinte, der Feldzug sollte fortgeführt werden, aber Filisola war damit nicht einverstanden.

## Folgen
Santa Anna unterschrieb den Vertrag von Velasco am 14. Mai. Der Vertrag erkannte Texas’ Unabhängigkeit an und garantierte Santa Annas Leben. Santa Anna wurde von der texanischen Regierung nach Washington, D.C. gebracht, um Präsident Jackson zu treffen und die Unabhängigkeit der neuen Republik zu garantieren. Aber ohne sein Wissen war Santa Anna von der mexikanischen Regierung in Abwesenheit abgesetzt worden und war nicht mehr berechtigt, Mexiko zu repräsentieren.
Texas wurde nach einem langen und blutigen Kampf eine Republik, wurde aber von Mexiko nie anerkannt. Der Krieg ging ohne größere Ereignisse weiter.
Santa Anna erstand als Held im Kuchenkrieg von 1838 auf und wurde als Präsident wiedergewählt. Der Krieg endete erst mit dem Mexikanisch-Amerikanischen Krieg von 1846.
Sam Houstons Sieg bei San Jacinto brachte ihm die Präsidentschaft der Republik Texas ein. Später wurde er U.S. Senator und Gouverneur von Texas. Stephen F. Austin wurde nach den verlorenen Präsidentschaftswahlen von 1836 zum Staatssekretär ernannt, starb aber kurz danach. Sam Houston pries Austin als „Vater von Texas“.

## Historisches Umfeld der Revolution
Zu der Zeit, als Texas seine Unabhängigkeit erklärte, entschieden sich auch andere mexikanische Bundesstaaten, von Mexiko abzufallen und eigene Republiken zu bilden. Der Staat Yucatán formte die Republik Yucatán, die vom Vereinigten Königreich von Großbritannien und Irland anerkannt wurde und sich einige Jahre bis zum Kastenkrieg behaupten konnte. Die Bundesstaaten Coahuila, Nuevo León und Tamaulipas schlossen sich zur Republik Rio Grande zusammen. Mehrere andere Staaten rebellierten, unter anderem San Luis Potosí, Querétaro, Durango, Guanajuato, Michoacán, Jalisco und Zacatecas. Alle waren erbost über die Abschaffung der Verfassung von 1824 durch Santa Anna, die Auflösung des Kongresses und die Umwandlung von einer föderalistischen zu einer zentralistischen Regierungsstruktur. Jedoch konnte nur Texas sich erfolgreich von Mexiko trennen.

## Filme
Siehe: Liste von Kriegsfilmen, die den Texanischen Unabhängigkeitskrieg behandeln.